# Skënder Zogu
Skënder Zogu (Davos, 3 giugno 1933) è uno scrittore e nobile albanese, membro del casato di Zogu e primo in linea di successione all'ex trono albanese dopo l'attuale pretendente, Leka Zogu, nipote dell'ex re Zog I di Albania.

## Biografia
Skënder Zogu è nato il 3 giugno 1933 a Davos, in Svizzera. È il figlio del principe Xhelal Zogu di Albania, fratellastro maggiore del re Zog I di Albania, e della sua terza moglie, Faika Minxhalliu. In totale, ha tre fratellastri, di cui due morti infanti, e quattro sorellastre, di cui una morta infante, nati dagli altri tre matrimoni del padre. Alla caduta della monarchia albanese, è stato costretto all'esilio con la sua famiglia.
Ha studiato all'Università di Huddersfield, all'epoca nota come Huddersfield College of Technology, dove è stato vicepresidente e presidente dell'Unione degli studenti. Ha conseguito una laurea in Chimica dei tessuti e dei colori e ha lavorato prima alla Francolor e poi come direttore vendite per KVK Danemark.
Skënder Zogu era presente alla morte di suo zio Zog I, avvenuta il 9 aprile 1961 nell'ospedale Foch a Suresnes, Hauts-de-Seine, Francia, dove l'ex re viveva in esilio. Si occupò anche di organizzare il funerale, celebrato due giorni dopo. In seguito, raccontò la sua vita e quelle di suo padre e suo zio in un memoriale.
Dal 1980 al 1995 Zogu è stato a capo dell'ufficio stampa della corte reale albanese in esilio e nel 1993 gli è stato permesso rientrare in patria dopo cinquantaquattro anni di esilio.
Il 16 novembre 2012, insieme all'ambasciatore Ylljet Aliçka, ha partecipato al rimpatrio della salma di Zog I e alla sua ri-sepoltura nel mausoleo di famiglia.
Skënder Zogu è noto per il suo impegno del difendere la famiglia reale albanese e la sua eredità: nel 2017, rispose ai commenti denigratori di Alfred Peza, politico, dicendo che era un uomo "senza cultura né carattere, che non sarebbe mai stato ricevuto a corte". Nel 2018, si è impegnato a smentire le dichiarazioni secondo cui Zog I sarebbe stato incapace di scrivere in albanese.
Skënder Zogu si è ritirato a vita privata nel 1999 e dal 2019 vive a Chantilly, in Francia. Resta comunque un membro attivo del Partito del movimento della legalità, un partito albanese monarchico e conservatore.

### Vita privata
Skënder Zogu è sposato dal 10 novembre 1962 con Jacqueline Cosme, cittadina francese. Hanno una figlia, Virginie Alexandra Geraldine Zogu, nata in Francia il 25 gennaio 1963 e sposata con Raphaël de Urresti.

## Opera notevole
Skënder Zogu è l'autore di un memoriale biografico sulla famiglia reale albanese, che incorpora principalmente memorie della sua vita e di quella di suo padre e suo zio.
Intitolato Një jetë në shërbim të kombit shqiptar-kujtime mërgimi (tradotto: Una vita al servizio della nazione albanese - ricordi dell'esilio), è stato pubblicato in patria del 2017 e tradotto in inglese nel 2020. Il libro, piuttosto noto in Albania, ha ricevuto recensioni positive dallo scrittore Roland Qafoku, che lo definisce un pezzo fondamentale per lo studio della storia della monarchia albanese e dei suoi protagonisti, dal giornale Sprint News, che ne loda la veridicità e lo stile, e da numerosi altri.

## Filmografia
Nel 2016, Skënder Zogu prese parte a un dibattito-documentario sulla sua famiglia, trasmesso dal canale albanese Channel One.